# Puente An-Lan
El puente An-Lan (también escrito Anlan) es una pasarela peatonal suspendida que cruza sobre el río Min, cerca de la  localidad de Dujiangyan, unos 60 km al noroeste de la ciudad de Chengdu, capital de la provincia de Sichuan (situada en la zona interior de la República Popular China). La altura de su emplazamiento es de unos 730 metros sobre el nivel del mar.

## Características

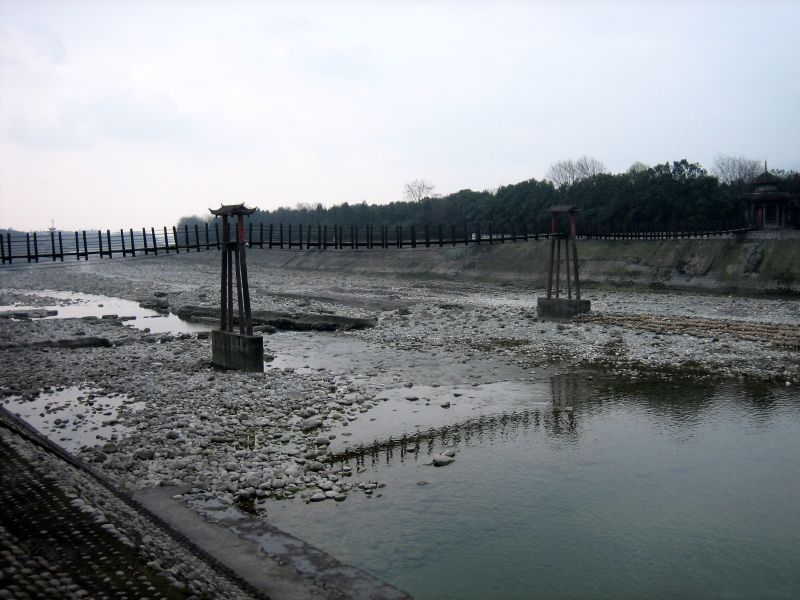
Fotografía antigua del puente

La estructura actual es el resultado de una sucesión de distintos puentes construidos en el mismo lugar. Consta de una serie de vanos de suspensión simple, es decir, con la pasarela de tablones de madera directamente atada a los cables principales que conforman la estructura. Los vanos centrales están separados por unos castilletes, coronados con los tradicionales tejados orientales de aristas curvas. La pasarela está dividida en dos sectores, cada uno de aproximadamente 150 m de longitud, y ambos de tres vanos. Uno de ellos salva el cauce del propio río Min, y el otro permite cruzar el azud lateral de una obra de regadío. Ambos se unen en la isla fluvial que separa las dos corrientes de agua.

## Historia
Aunque la página de internet de Structurae sitúa el origen de la estructura en el año 960 d. C., el puente original se debió construir alrededor del año 300 d. C., y era conocido como el puente Zhupu. Sería sustituido por un segundo puente durante la dinastía Song, conocido como el puente Pingshi; que tras su destrucción sería a su vez reemplazado en 1803 por una estructura todavía construida a base de bambú, madera y granito.
En 1958, el puente tenía 8 vanos (el más largo era de 61 m); la longitud total del puente era de 320 m y su ancho era de 2,7 m. Estaba suspendido de 10 cuerdas de bambú con un diámetro de 16,5 cm. Los soportes eran de madera, salvo uno de ladrillo. Los estribos también eran de ladrillo y disponía de unos cabrestantes para tensar las cuerdas. El puente se cerraba dos meses al año debido a las obras de mantenimiento. En 1972, el puente fue reconstruido y ahora está suspendido de unos cables de acero, sostenidos por soportes de hormigón armado. La actual estructura, que requiere menos mantenimiento, carece del valor histórico de sus predecesoras. El puente sirve como atracción turística, y el tráfico rodado utiliza los puentes de carreteras ordinarios cercanos.
A pesar del origen reciente de la estructura actual, es considerado el puente colgante más antiguo del mundo que todavía continúa en servicio, al haber mantenido su emplazamiento original.

## Protección patrimonial
El 7 de julio de 1980, el puente fue catalogado en el primer lote de unidades provinciales de protección de elementos culturales antiguos anunciadas por la provincia de Sichuan. El 24 de febrero de 1982 se incluyó en el segundo lote de unidades nacionales de protección de reliquias culturales clave.